# Früchteburg
Früchteburg ist ein Stadtteil von Emden und hat 1255 Einwohner (Stand 30. September 2012). Im Stadtteil befinden sich einige Kultur-, Bildungs- und Freizeiteinrichtungen, die Früchteburg den Beinamen Kulturviertel eingebracht haben.

## Lage
An Früchteburg fließt das Hinter Tief vorbei, das Emden mit der Gemeinde Hinte verbindet.

## Einwohner
Früchteburg hat seit mehreren Jahren konstant mehr als 1200 Einwohner und zählt damit zu den mittelgroßen der Emder Stadtteile. Die Einwohnerzahl betrug per 30. September 2012 insgesamt 1255, zum 31. Dezember 2010 waren es noch 1291 Einwohner gewesen. Von den 1255 Einwohnern waren 1153 Deutsche und 102 Ausländer, was einem Ausländeranteil von 8,1 Prozent entspricht. Dieser Wert wird in Emden nur noch vom Nachbarstadtteil Barenburg übertroffen (8,3 Prozent). Zurückzuführen ist dies auf ein großes Studentenwohnheim der Emder Fachhochschule, in dem auch viele ausländische Studenten wohnen. Der Ausländeranteil in ganz Emden beträgt 5,1 Prozent.
Der überwiegende Teil der Einwohner ist christlich, wobei – wie in ganz Ostfriesland – die beiden großen evangelischen Bekenntnisse dominieren. In Früchteburg gehören 441 Einwohner der lutherischen Kirche an und 267 der reformierten Kirche. Katholisch sind 126 der 1255 Einwohner, während 421 Früchteburger anderen Glaubens oder nicht konfessionell gebunden sind. Einziges Kirchengebäude in Früchteburg ist das Gemeindezentrum der Baptisten am Steinweg.
36,6 Prozent der Einwohner (460 Personen) sind älter als 65 Jahre, womit der städtische Durchschnitt von recht genau 20 Prozent sehr deutlich übertroffen wird, was unter anderem auf eine größere Seniorenwohnanlage zurückzuführen ist. Zur Alterskohorte der Bis-19-Jährigen zählen 146 Personen, mithin 11,6 Prozent der Einwohner. In der Altersgruppe zwischen 19 und 24 Jahren finden sich weitere 121 Personen, so dass die Zahl aller Personen bis 24 Jahre 267 (oder 21,3 Prozent) beträgt. Die Vergleichszahlen für das Stadtgebiet betragen 18,5 Prozent (bis 19 Jahre) und 25,6 Prozent (bis 24 Jahre). In der Alterskohorte bis 19 Jahre liegt Früchteburg also klar unter dem städtischen Durchschnitt, auf die Bis-24-Jährigen bezogen bleibt der Stadtteil ebenfalls unter dem städtischen Durchschnitt, jedoch nicht mehr ganz so deutlich wie bei Kindern und Jugendlichen. Auch hierbei spielt das Studentenwohnheim eine Rolle.

## Politik
Bei der Bundestagswahl 2013 wählten die Einwohner des Stimmbezirks Früchteburg deutlich konservativer als der städtische Durchschnitt, was zu Lasten der SPD ging. Letztere lag mit 42,39 Prozent nur wenig vor der CDU (36,8 Prozent). Zum Vergleich: Im gesamten Stadtgebiet erreichte die SPD 48,59, die CDU 25,98, die FDP 3,13, die Grünen 9,15 und die Linken 6,04 Prozent. Auf sonstige Parteien entfielen stadtweit 7,04 Prozent.

## Bildung und Freizeit

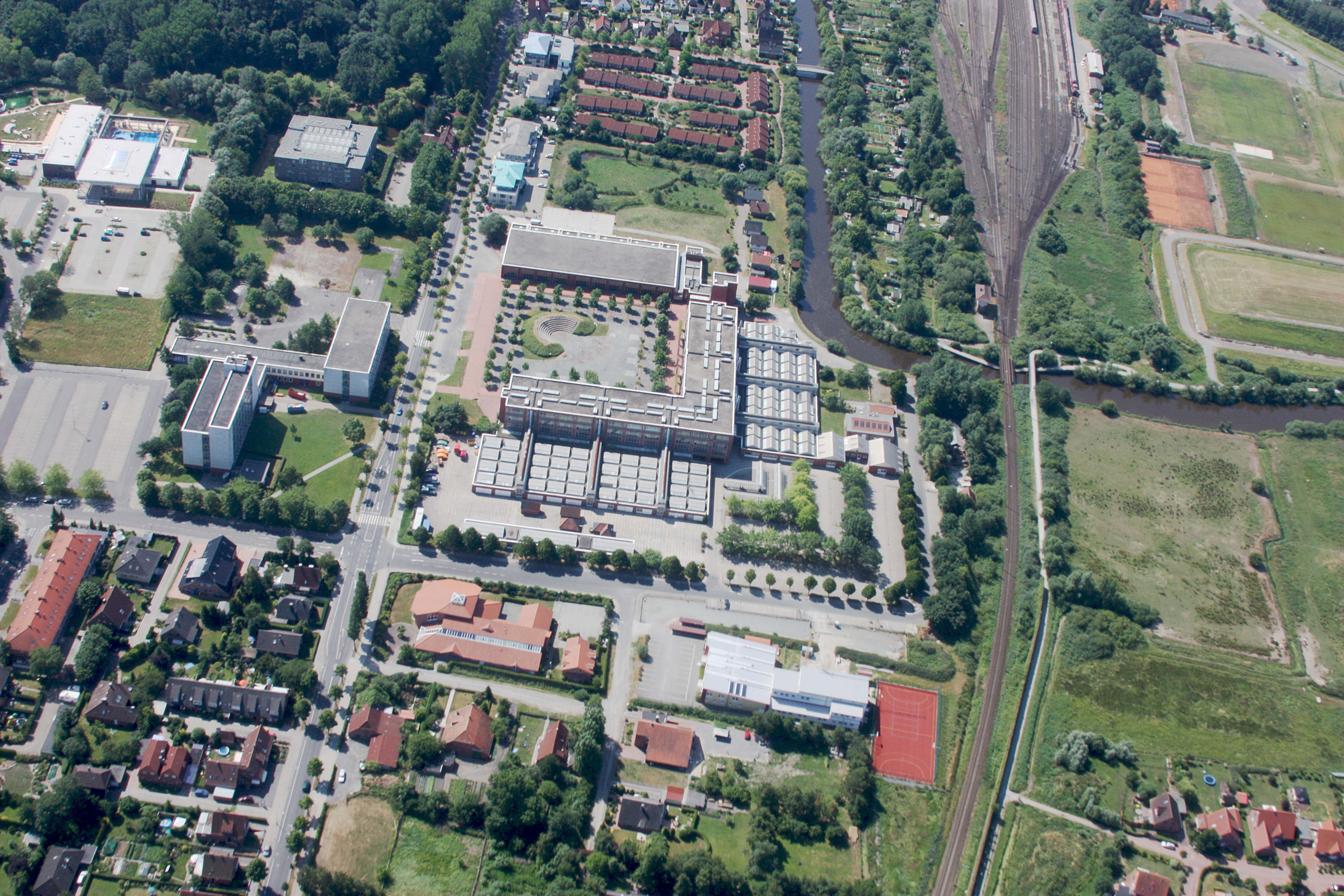
Luftbild der BBS I (links, weiße Gebäude) und II (Bildmitte) sowie die Friesentherme oben links

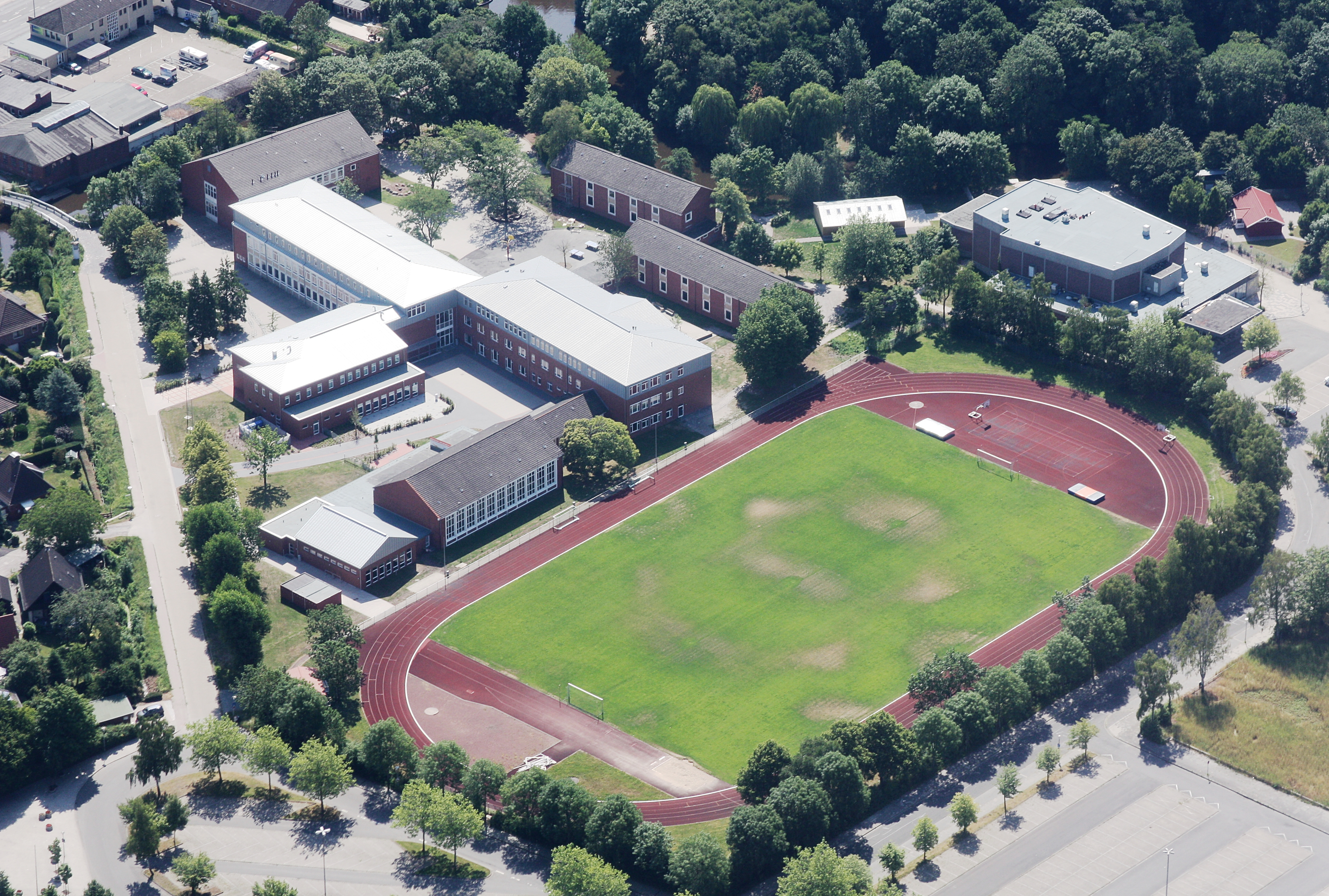
Luftbild des JAG mit dem auch von der Schule genutzten Neuen Theater am oberen rechten Bildrand

Neben den Berufsbildenden Schulen I und II (Erstere war bis Anfang der 1980er Jahre der Standort der Emder Fachhochschule) sind das Johannes-Althusius-Gymnasium (JAG) sowie die Grundschule Früchteburg ansässig. Die Früchteburgschule wurde 1955 fertiggestellt. Das Gymnasium am Treckfahrtstief soll 2015 von seinem jetzigen Standort im Nachbarstadtteil Barenburg auf das Gelände der Berufsbildenden Schulen I umziehen. 
Als Freizeiteinrichtungen sind das Neue Theater Emden, die Nordseehalle, das Ostfriesland-Stadion von Kickers Emden und die Sportanlage des größten Emder Sportvereins Integrierter Sportvereins (ISV) Emden zu nennen. Ebenfalls in Früchteburg befindet sich das Allwetterbad Friesentherme Emden. Sie ersetzte das alte Emder Hallenbad sowie das Freibad Früchteburg und ist ein kombiniertes Hallen- und Freibad mit Sauna- und Wellnessangeboten. Außerdem liegt der Schützenplatz in diesem Stadtteil, auf dem alljährlich das Emder Schützenfest stattfindet.

## Verkehr
Verkehrsmäßig erschlossen wird Früchteburg vor allem durch den Steinweg und die Schützenstraße. Während letztgenannte zur nördlichen Hauptausfallstraße Emdens, der Auricher Straße (später Bundesstraße 210) führt, verbindet der Steinweg das Viertel mit der Innenstadt, dabei den Emder Wall querend. Im Westen stellt der Steinweg zudem die Verbindung um Nachbarstadtteil Conrebbersweg her. Die anderen Straßen sind untergeordnet und zum Großteil verkehrsberuhigt. Die Schützenstraße wird (mit Stand des derzeit gültigen Verkehrsentwicklungsplans vom Beginn der 2000er-Jahre) werktäglich von etwa 8800 Kraftfahrzeugen befahren, der südliche Abschnitt des Steinwegs von rund 8300 und der mittlere Abschnitt im Bereich der Schulen und Kultureinrichtungen von gut 9700.
An den beiden Hauptstraßen sind beiderseits Radwege zu finden, da insbesondere die mehreren Tausend Schüler ihre Schulen mit dem Fahrrad ansteuern. Ausschließliche Radwegeverbindungen bestehen zudem nahe dem Neuen Theater über den Emder Wall in die Innenstadt, im äußersten Norden Früchteburgs über das Hinter Tief nach Barenburg, nahe dem JAG über das Hinter Tief zur Auricher Straße und entlang des Larrelter Tiefs nach Constantia. 
Im Busverkehr wird Früchteburg von der Linie 2 des Stadtverkehrs Emden bedient. Sie verbindet den Hauptbahnhof mit Früchteburg und fährt weiter nach Barenburg.

## Wirtschaft
Früchteburg ist in erster Linie ein Bildungs- und Freizeitviertel und dient darüber hinaus als Wohnstandort. Private Wirtschaftsbetriebe gibt es nur wenige. Zu nennen ist in erster Linie die Reederei Bockstiegel, die in einem dreigeschossigen Bürogebäude am Steinweg ihren Hauptsitz hat. Aufgrund der Innenstadtnähe sind nur sehr wenige kleinere Einzelhändler zu finden. Der nördliche Bereich Früchteburgs ist zudem über eine Radfahrer- und Fußgängerbrücke über das Hinter Tief mit einem Einkaufszentrum am gegenüberliegenden Ufer und an der Auricher Straße verbunden, so dass die Nahversorgung außerhalb des Stadtteils, jedoch in unmittelbarer Nähe desselben gewährleistet ist. 

## Wohnen
Im nördlichen Bereich Früchteburgs finden sich in erster Linie Einfamilienhäuser sowie einige zweigeschossige Wohnblocks. Im mittleren Bereich des Stadtteils, zwischen Steinweg und Sielweg, dominieren Wohnblocks mit bis zu drei Stockwerken, hinzu kommen einige Reihen- und Einfamilienhäuser. Im südwestlichen Bereich sind eine Seniorenwohnanlage mit eingeschossigen Gebäuden sowie Einfamilienhäuser zu finden, nahe dem Stadtgraben und dem Steinweg liegt ein viergeschossiges Studentenwohnheim der Emder Hochschule, in dem auch ausländische Gaststudenten untergebracht sind.